# Walter Winchell
Pour les articles homonymes, voir Winchell.
Walter Winchell est un journaliste, orateur et acteur et scénariste américain né le 7 avril 1897 à New York (État de New York, États-Unis) et mort le 20 février 1972 à Los Angeles (État de Californie, États-Unis).

## Biographie
Walter Winchell débute comme chroniqueur et critique pour les spectacles de Broadway. Dans les années 1930 ou il officie sur les ondes de radio son style qui s'apparente à l'info divertissement le rend célèbre. Spécialiste des rumeurs à parfum de scandale qui visent les hommes de loi, les gens du spectacle et les hommes politiques, il est tout autant craint qu'admiré. Pourfendeur du nazisme avant guerre, il devient après guerre un soutien actif de Joseph McCarthy dans son combat contre le communisme.
Après la Seconde Guerre mondiale, Iva Toguri D'Aquino, une nippo-américaine qui avait participé au programme Tokyo Rose durant la guerre, demandait à rentrer sur le sol américain. Winchell lance une campagne contre elle et fait pression dans les médias pour que cela lui soit refusé.

## Filmographie

### Cinéma
- 1933 : Nuits de Broadway (Broadway Through a Keyhole) de Lowell Sherman (comme scénariste)
- 1957 : L'Ingrate cité (Beau James) : Narrateur
- 1960 : Le Dingue du palace (The Bellboy) de Jerry Lewis
- 1962 : Désirs sauvages (Wild Harvest) : Narrateur

### Télévision
- 1956 : The Walter Winchell Show (série télévisée) : Host
- 1957 : The Walter Winchell File (série télévisée) : Host / Narrateur
- 1959 : Les Incorruptibles défient Al Capone (The Scarface Mob) (pilot - TV) : Narration (voix)
- 1959 : Les Incorruptibles (série télévisée) : Narrateur (pendant cinq saisons)

## À noter
- Il est un personnage important du roman uchronique Le Complot contre l'Amérique de Philip Roth (2004). Dans l'adaptation en mini-série The Plot Against America (2020), son rôle est joué par Billy Carter.
- Il est aussi un personnage du tome 1 de Giant, bande dessinée de Mikaël sur le New York de la Grande Dépression et l'univers des constructeurs de gratte-ciel. Il est la voix des ondes de WJZ.
- Il est également un personnage de La Poursuite du bonheur, roman de Douglas Kennedy. C'est le journaliste républicain proche des milieux Maccarthystes qui s'acharne sur le frère du personnage principal du roman.
- Il apparaît également dans le roman Au bonheur des filles de Elizabeth Gilbert.